# Hardiman Peak
Hardiman Peak är en bergstopp i Antarktis. Den ligger i Västantarktis. Nya Zeeland gör anspråk på området. Toppen på Hardiman Peak är 1 211 meter över havet, eller 20 meter över den omgivande terrängen. Bredden vid basen är 0,72 km.
Terrängen runt Hardiman Peak är lite bergig. Trakten är obefolkad. Det finns inga samhällen i närheten.